# 諾氏尖鋸脂鯉
諾氏尖锯脂鲤，為輻鰭魚綱脂鯉目脂鯉亞目锯脂鲤科的其中一個種，為熱帶淡水魚，分布於南美洲托坎廷斯河及鑫古河流域，體長可達13.5公分，棲息在底中層水域，生活習性不明，可做為觀賞魚。

## 扩展阅读
維基物種上的相關：諾氏尖锯脂鲤